# Acerentomon nemorale
Acerentomon nemorale är en urinsektsart som beskrevs av Womersley 1927. Acerentomon nemorale ingår i släktet Acerentomon och familjen lönntrevfotingar. Inga underarter finns listade i Catalogue of Life.